# Fra Sønderjylland, Haderslev
Fra Sønderjylland, Haderslev er en dansk film fra 1923 produceret af Nordisk Films Kompagni med dokumentariske optagelser fra Sønderjylland.

## Handling
Haderslev. Nørregade. Vue fra kasernen over byen. Fra Dammen. Gamle landbrugsbygninger. Mølle. Ombord på færgen "Helene II", sejlads på fjorden. "Helene II" sejler med fragt og passagerer til østlige sønderjyske havnebyer. Reklame for Rundskuedagen den 25. juni (1923). Bil med reklameskilt kører ud fra bygning mærket "Teatret". Hotel Harmonien. Moderne bygning. Foran "Teatret". Kirkegård med mange mindestene. Domkirken i baggrunden. Gamle huse. Mindesten for verdenskrigens faldne ved Haderslev Dam. Jernbanestationen. Udsigt fra kørende tog. Sejlads på fjorden (?). "Teatret" igen. Gadebilleder. Biltrafik. Torvet. Mennesker på torvet. Landskabsbilleder fra omegnen. Danske soldater marcherer ud fra kasernen. Dannevirke trykkeri. Bro ved Haderslev Dam.